# Karl von Pflügl
Karl von Pflügl (německy Carl Robert Maximilian Camillo Edler von Pflügl) (9. února 1860 Mühlbach bei Attersee – 1. července 1934 Vídeň) byl rakousko-uherský admirál. Jako absolvent námořní akademie sloužil u c. k. námořnictva od roku 1879, vystřídal službu na různých lodích, absolvoval několik zaoceánských cest a podílel se na mezinárodních vojenských operacích. Dva roky strávil v Číně (1905–1907), po návratu do Evropy zastával vysoké funkce v námořní administraci a byl velitelem moderních bitevních lodí. V roce 1911 byl penzionován a mimo aktivní službu obdržel hodnost kontradmirála (1913).

## Životopis

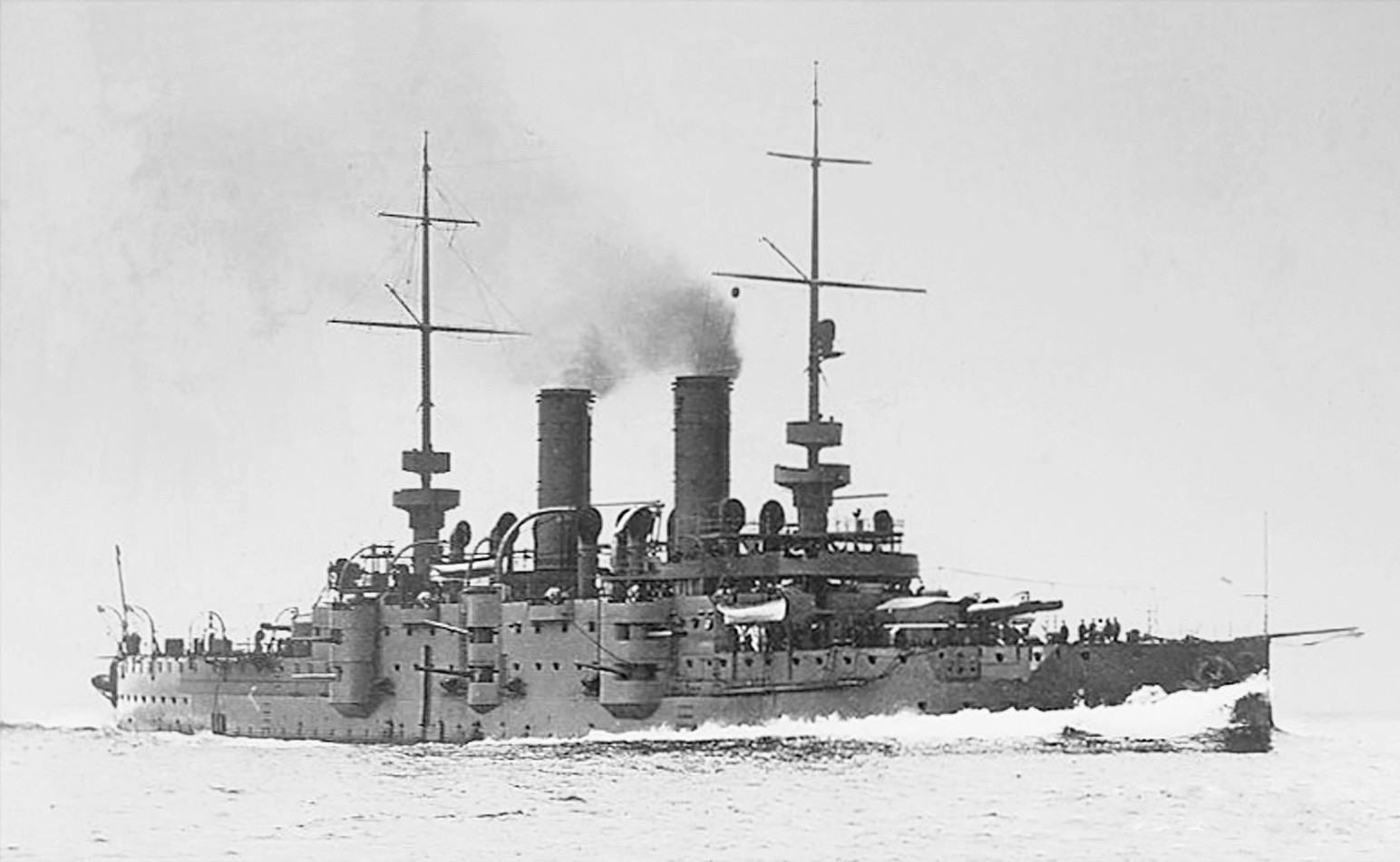
SMS Habsburg, vlajková loď kapitána Karla Pflügla v letech 1909–1910

Byl synem c. k. majora Otto von Pflügla (1819–1870). Studoval na gymnáziu v Linzi a v letech 1875–1879 na C. k. námořní akademii v Rijece. K námořnictvu vstoupil jako kadet v roce 1879 a v letech 1879–1880 absolvoval svou první cestu na korvetě SMS Saida pod velením kapitána Johanna Pelzela. Cesta vedla kolem břehů Afriky do Kapského Města, poté do jižní Ameriky, Karibiku a New Yorku. Cesty se zúčastnil mimo jiné arcivévoda Karel Štěpán a na pozici zástupce velitele lodi také pozdější vrchní velitel námořnictva Hermann von Spaun. Poté vystřídal službu na různých lodích a v roce 1884 získal hodnost praporčíka. V letech 1886–1887 sloužil na cvičné lodi SMS Velebich, působil mimo jiné u arzenálu v Pule, dále byl nižším důstojníkem na admirálské jachtě SMS Greif nebo na staniční lodi SMS Taurus v Istanbulu. 
Postupoval v hodnostech (poručík II. třídy 1891, poručík I. třídy 1894) a získal pod velení menší plavidla typu torpédových člunů. V letech 1893–1897 sloužil u dunajské říční plavby v Budapešti, kde se mimo jiné podílel na organizaci oslav uherského milénia (1896). V letech 1897–1898 byl navigačním důstojníkem na křižníku SMS Kaiser Franz Joseph I. a v roce 1898 se na bitevní lodi SMS Wien zúčastnil mezinárodní blokády Kréty během řecko-turecké války.  Jako dělostřelecký důstojník se na korvetě SMS Frundsberg pod velením kapitána Luciana Zieglera zúčastnil expedice na Dálný východ (1898–1899). Cesta vedla ze Středomoří přes Suezský průplav do východní Asie se zastávkami na Cejlonu, v Manile nebo v japonských přístavech Jokohama a Kóbe. Po návratu do Evropy byl prvním důstojníkem na cvičné lodi SMS Alpha (1899–1901).
V hodnosti korvetního kapitána (1. května 1903) byl prvním důstojníkem na křižníku SMS Kaiser Franz Joseph I. a obrněné lodi SMS Tegetthoff. Na jaře 1905 byl vyslán do Číny, kde byl po boxerském povstání pověřen velením jednotek pro ochranu diplomatických zastoupení (tzv. legační stráže - k.u.k. Gesandtschafts-Wachdetachement). V Pekingu pobýval v letech 1905–1907 a mezitím dosáhl hodnosti fregatního kapitána (1. listopadu 1906). Zpáteční cestu do Evropy absolvoval na jaře 1907 jako velitel křižníku SMS Szigetvár. 
Po návratu do Evropy byl velitelem bitevní lodi SMS Lussin (1907–1908) a poté působil jako přednosta technického odboru u námořní základny v Terstu (1908–1909). K datu 1. listopadu 1909 byl povýšen na kapitána řadové lodi a stal se velitelem bitevní lodi SMS Habsburg (1909–1910). Od ledna 1910 byl bez bližšího zařazení přidělen ke sborovému námořnímu velitelství v Pule. K datu 1. dubna 1911 byl penzionován  a mimo aktivní službu později dosáhl hodnosti kontradmirála (29. července 1913).
Po odchodu do výslužby se trvale usadil ve Vídni, kde zemřel 1. července 1934 ve věku 74 let a byl pohřben na vídeňském Centrálním hřbitově.

## Tituly a ocenění
Užíval šlechtický titul s predikátem Edler von Pflügl, který v roce 1818 získal jeho pradědeček, významný právník Josef Pflügl (1755–1845). Během služby u námořnictva získal několik ocenění, vyznamenání ze zahraničí navazovala na jeho několikaleté působení v Číně.

### Rakousko-Uhersko
- Válečná medaile (1883)
- rytířský kříž Řádu Františka Josefa (1896)
- Jubilejní pamětní medaile (1898)
- Služební odznak pro důstojníky III. třídy (1904)
- Vojenský jubilejní kříž (1908)
- Řád železné koruny III. třídy (1911)

### Zahraničí
- Řád dvojitého draka II. třídy (1908, Čína)
- Řád pruské koruny II. třídy (1908, Německo)
- Řád knížete Danila I. III. třídy (1908, Černá Hora)